# Gymnázium Trutnov
Gymnázium Trutnov je střední škola založená v roce 1920 v podkrkonošském okresním městě Trutnov. Sídlí v budově na Jiráskově náměstí. Škola nabízí výuku na čtyřletém a osmiletém gymnáziu.
Jedná se o příspěvkovou organizaci Královéhradeckého kraje.
Ve školním roce 2014/15 bylo ve škole 20 tříd, ve kterých studovalo 553 žáků, a jejichž výuku zajišťovalo 53 pedagogů. K dispozici je studentům 31 místností, z toho 3 jsou laboratoře, 2 tělocvičny a posilovna, 2 počítačové učebny a jedna knihovna. Součástí gymnázia je také jídelna, venkovní sportovní areál a chata Děvín v Krkonoších.
Žáci se na škole učí dvěma cizím jazykům, z toho jeden je angličtina a druhý jazyk si studenti vybírají z němčiny, francouzštiny a ruštiny. Podle vzdělávacích plánů se studenti zapojují i do několika kurzů, a sice do zimního lyžařského kurzu, letního cyklistického kurzu, vodáckého kurzu, plaveckého kurzu, a studenti osmiletého gymnázia i do tábornického kurzu. Své studium mohou žáci také na rok přerušit a absolvovat roční výměnný pobyt v cizině.
V březnu 2016 uspořádalo vedení školy spolu s Masarykovým demokratickým hnutím výstavu T. G. Masaryk a jeho odkaz.
Mezi nejvýznamnější absolventy gymnázia Trutnov patří Petr Just, Robert Jašków, Marie Doležalová nebo Petr Prouza.